# 龙藏乡 (兴海县)
龙藏乡，是中华人民共和国青海省海南藏族自治州兴海县下辖的一个乡镇级行政单位。

## 行政区划
龙藏乡下辖以下地区：
赛日巴村、浪青村、桑什斗村、木果村、麻日毛村、日旭村和那洞村。